# Akademija likovnih umetnosti v Mostarju
Akademija likovnih umetnosti (izvirno bosansko Akademija likovnih umjetnosti u Mostaru), s sedežem v Mostarju, je akademija, ki je članica Univerze v Mostarju.